# Aleksander Cetner (zm. 1709)
Aleksander Cetner herbu Przerowa (zm. w 1709 roku) – starosta trembowelski w latach 1704–1707, starosta szczurowiecki, sędzia kapturowy ziemi lwowskiej w 1696 roku. 

## Życiorys
Poseł sejmiku podolskiego na sejm 1690 roku. 5 lipca 1697 roku podpisał w Warszawie obwieszczenie do poparcia wolnej elekcji, które zwoływało szlachtę na zjazd w obronie naruszonych praw Rzeczypospolitej. Poseł na sejm pacyfikacyjny 1699 roku z województwa ruskiego. Poseł na sejm 1701 roku i sejm z limity 1701-1702 roku z ziemi halickiej. W 1701 roku mianowany kasztelanem bracławskim, urzędu nie objął.
Z żony Katarzyny Gąsiewskiej miał synów: Karola, Stanisława i Jana Stanisława.